# Fontaine-Française
Fontaine-Française és un municipi francès, situat al departament de la Costa d'Or i a la regió de Borgonya - Franc Comtat. L'any 2007 tenia 947 habitants.

## Demografia

### Població
El 2007 la població de fet de Fontaine-Française era de 947 persones. Hi havia 366 famílies, de les quals 108 eren unipersonals (60 homes vivint sols i 48 dones vivint soles), 97 parelles sense fills, 117 parelles amb fills i 44 famílies monoparentals amb fills.
La població ha evolucionat segons el següent gràfic:
Habitants censats

### Habitatges
El 2007 hi havia 432 habitatges, 369 eren l'habitatge principal de la família, 25 eren segones residències i 37 estaven desocupats. 343 eren cases i 87 eren apartaments. Dels 369 habitatges principals, 243 estaven ocupats pels seus propietaris, 114 estaven llogats i ocupats pels llogaters i 13 estaven cedits a títol gratuït; 6 tenien una cambra, 34 en tenien dues, 73 en tenien tres, 99 en tenien quatre i 157 en tenien cinc o més. 213 habitatges disposaven pel capbaix d'una plaça de pàrquing. A 176 habitatges hi havia un automòbil i a 153 n'hi havia dos o més.

### Piràmide de població
La piràmide de població per edats i sexe el 2009 era:
| Homes | Edats   | Dones |
| ----- | ------- | ----- |
| 0     | 95 o +  | 4     |
| 4     | 90 a 94 | 8     |
| 16    | 85 a 89 | 8     |
| 12    | 80 a 84 | 16    |
| 4     | 75 a 79 | 36    |
| 16    | 70 a 74 | 24    |
| 28    | 65 a 69 | 24    |
| 16    | 60 a 64 | 20    |
| 12    | 55 a 59 | 20    |
| 36    | 50 a 54 | 20    |
| 32    | 45 a 49 | 16    |
| 44    | 40 a 44 | 28    |
| 32    | 35 a 39 | 24    |
| 36    | 30 a 34 | 36    |
| 36    | 25 a 29 | 36    |
| 16    | 20 a 24 | 20    |
| 16    | 15 a 19 | 20    |
| 20    | 10 a 14 | 28    |
| 56    | 5 a 9   | 28    |
| 24    | 0 a 4   | 32    |

## Economia
El 2007 la població en edat de treballar era de 611 persones, 436 eren actives i 175 eren inactives. De les 436 persones actives 400 estaven ocupades (234 homes i 166 dones) i 36 estaven aturades (18 homes i 18 dones). De les 175 persones inactives 60 estaven jubilades, 38 estaven estudiant i 77 estaven classificades com a «altres inactius».

### Ingressos
El 2009 a Fontaine-Française hi havia 359 unitats fiscals que integraven 867 persones, la mediana anual d'ingressos fiscals per persona era de 17.006 €.

### Activitats econòmiques
Dels 52 establiments que hi havia el 2007, 3 eren d'empreses alimentàries, 1 d'una empresa de fabricació d'elements pel transport, 3 d'empreses de fabricació d'altres productes industrials, 7 d'empreses de construcció, 12 d'empreses de comerç i reparació d'automòbils, 6 d'empreses de transport, 2 d'empreses d'hostatgeria i restauració, 2 d'empreses financeres, 1 d'una empresa immobiliària, 7 d'empreses de serveis, 6 d'entitats de l'administració pública i 2 d'empreses classificades com a «altres activitats de serveis».
Dels 15 establiments de servei als particulars que hi havia el 2009, 1 era una oficina d'administració d'Hisenda pública, 1 gendarmeria, 1 oficina de correu, 2 oficines bancàries, 2 tallers de reparació d'automòbils i de material agrícola, 2 paletes, 1 fusteria, 2 lampisteries, 2 electricistes i 1 perruqueria.
Dels 6 establiments comercials que hi havia el 2009, 1 era una gran superfície de material de bricolatge, 2 fleques, 1 una fleca, 1 una peixateria i 1 una botiga de material de revestiment de parets i terra.
L'any 2000 a Fontaine-Française hi havia 10 explotacions agrícoles que ocupaven un total de 1.280 hectàrees.

## Equipaments sanitaris i escolars
L'únic equipament sanitari que hi havia el 2009 era una farmàcia.
El 2009 hi havia 1 escola maternal integrada dins d'un grup escolar amb les comunes properes formant una escola dispersa i 1 escola elemental integrada dins d'un grup escolar amb les comunes properes formant una escola dispersa. Fontaine-Française disposava d'un col·legi d'educació secundària amb 155 alumnes.

## Poblacions més properes
El següent diagrama mostra les poblacions més properes.